# Acció confessòria
L'acció confessòria és una acció civil que faculta els titulars d'un dret de servitud o el propietari d'una finca dominant a obtenir una resolució judicial que protegeixi el seu dret davant un altre que li discuteixi o amenaci de pertorbar la seva servitud.
És una acció de caràcter real, que pot ser exercitada davant qualsevol persona. Qui l'exerceix ha de provar l'existència del dret i la pertorbació causada.
L'objecte d'aquesta acció és obtenir el reconeixement de l'existència de la finca gravada, declarar els drets i obligacions sorgits del dret de servitud i obtenir el pagament dels possibles danys i perjudicis ocasionats, així com fer cessar la pertorbació.
Al dret civil català, l'acció confessòria es regula a l'article 566-13 del Codi Civil, i la seva prescripció és als deu anys de l'inici de la pertorbació. El codi civil espanyol no regula aquesta figura.